# Scott Bullock
Scott E. Bullock (* 26. Oktober 1963 in Royal Oak, Michigan) ist ein US-amerikanischer römisch-katholischer Geistlicher und Bischof von Rapid City.

## Leben
Scott Bullock erwarb zunächst einen Bachelor in Ingenieurwissenschaften am General Motors Institute in Flint. Anschließend studierte Philosophie und Theologie, zunächst an der Saint John’s University in Collegeville und anschließend am Päpstlichen Nordamerika-Kolleg in Rom. Hier spendete ihm der Präfekt für die ökonomischen Angelegenheiten des Heiligen Stuhls, Edmund Casimir Kardinal Szoka, am 11. April 1991 im Petersdom die Diakonenweihe. Am 22. Juni 1991 empfing er durch Erzbistum Daniel William Kucera OSB das Sakrament der Priesterweihe für das Erzbistum Dubuque. Nach weiteren Studien an der Katholischen Universität von Amerika erwarb er das Lizenziat in Kanonischem Recht.
Nach der Priesterweihe war er zunächst in der Pfarrseelsorge und im Schuldienst tätig. Ab 1997 war er Richter am Kirchengericht und von 1997 bis 2012 Verantwortlicher für die Seminaristen des Erzbistums. Von 2003 bis 2014 war er zudem Regens des Priesterseminars Saint Pius X. und von 2010 bis 2020 Offizial des Erzbistums. Von 2011 bis 2014 war er außerdem Pfarrer in Dubuque und seit 2014 Pfarrer in Waterloo.
Papst Franziskus ernannte ihn am 25. Juni 2024 zum Bischof von Rapid City. Die Bischofsweihe spendete ihm der Erzbischof von Saint Paul and Minneapolis, Bernard Hebda, am 23. September desselben Jahres in Rapid City. Mitkonsekratoren waren der Bischof von Des Moines, William Joensen, und der Bischof von Sioux Falls, Donald Edward DeGrood.